# Faculté de théologie de l'université de Louvain (1425-1797)
Bien que l’université de Louvain ait déjà été créée en 1425, il n’y avait pas de Faculté de théologie au début. Cela était conforme à la politique papale qui donnait la permission d’établir des études de théologie seulement à des universités d’excellence reconnue. Après sept ans, en 1432, la faculté de théologie est instituée par la bulle d’Eugène IV « In apostolicae dignitatis », comme la cinquième faculté en plus des arts, du droit civil, du droit canon et de la médecine.

## LeXVesiècle

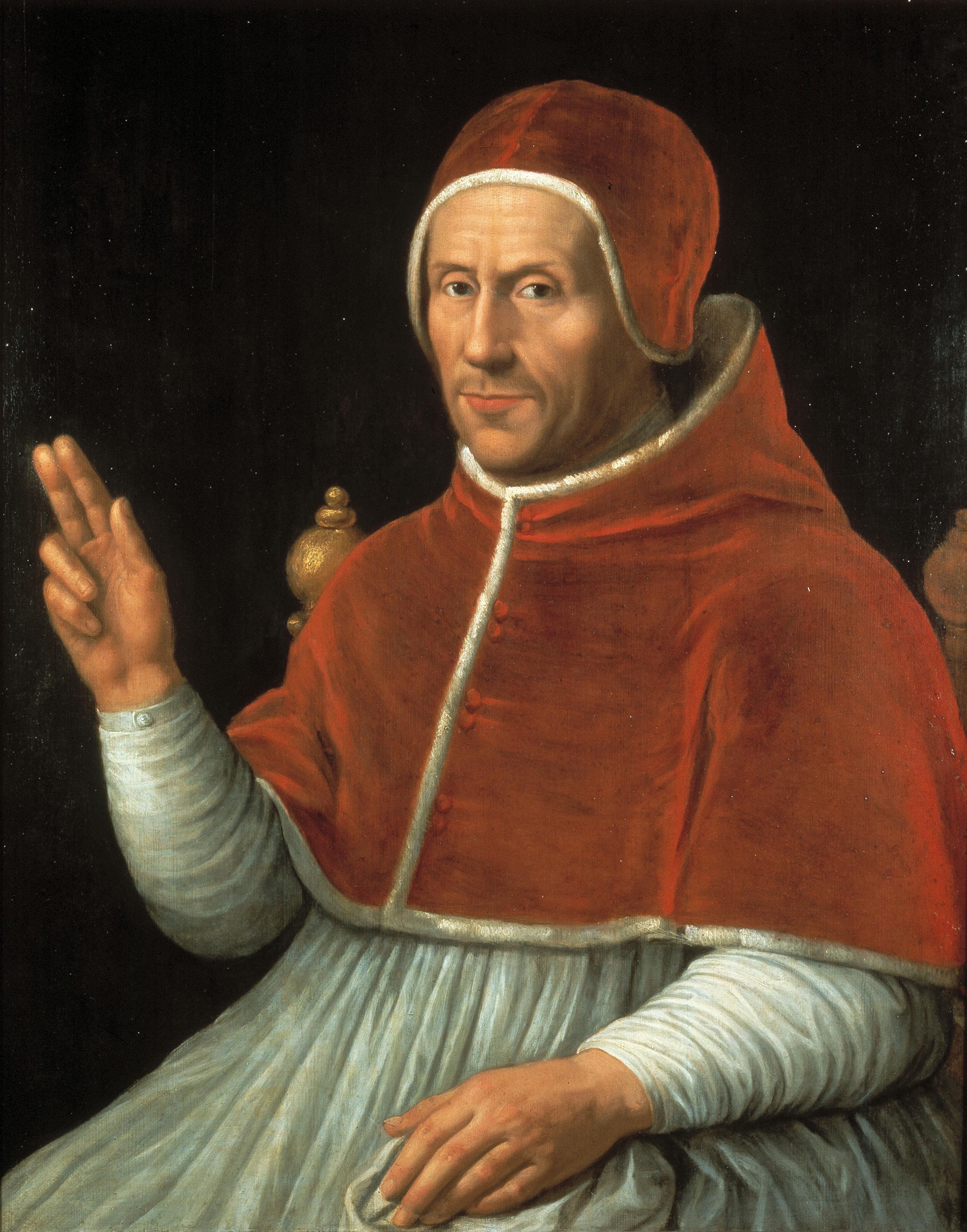
Adrien VI, ancien professeur à la Faculté de théologie de Louvain.

Peu après sa création, la faculté réussit à se positionner comme un acteur important dans les débats théologiques dans le monde chrétien. L’un des professeurs les plus distingués de l’époque est Adrien Floriszoon d’Utrecht, qui est par la suite élu pape sous le nom d’Adrien VI. Le programme théologique est basé sur les manuels de théologie, d’abord sur le Liber Sententiarum de Pierre Lombard, et plus tard sur la Somme théologique, de Thomas d’Aquin. Les étudiants doivent non seulement suivre des cours, mais aussi participer activement à des discussions régulières concernant les questions théologiques. L’approche méthodologique dominante est la méthode scolastique de disputatio. Contrairement à la lectio, qui porte sur la lecture interprétative de l’Écriture par référence aux grands théologiens du passé, la disputatio est basée sur la confrontation des arguments. Le but de la disputatio est d’atteindre une réalisation de vérités universelles de façon plus systématique et rationnelle.

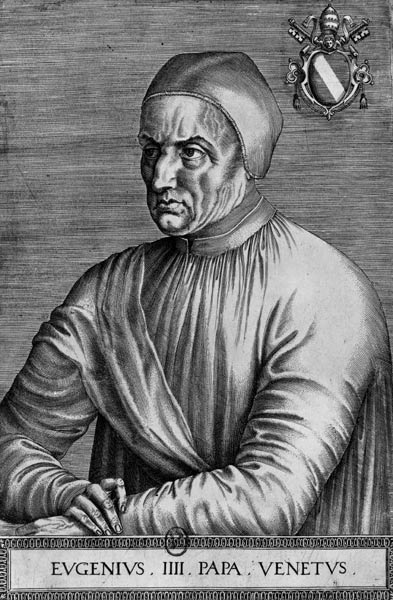
Le pape Eugène IV, qui signa en 1432 les deux bulles permettant la création d'une faculté de théologie à Louvain.

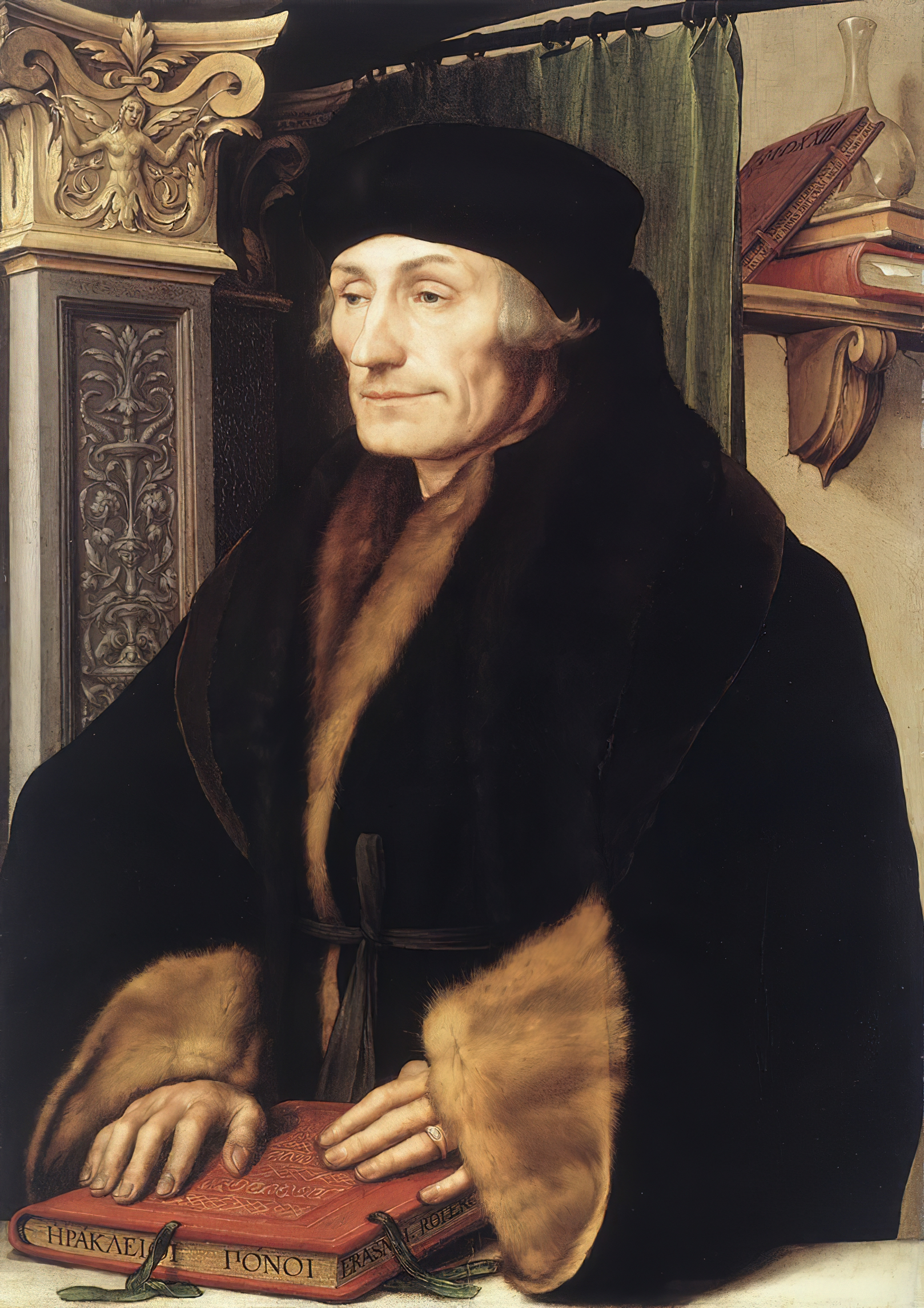
Holbein, Érasme.

## LeXVIesiècle: contact avec l’humanisme et la Réforme
En 1519, le Collegium Trilingue est fondé comme une institution indépendante pour l’étude des textes sacrés dans leurs langues originales: latin, grec, et hébreu. Parmi ceux qui contribuent à la création de cette institution on trouve Érasme, un humaniste célèbre et un partisan de la théologie positive.  Le Collegium Trilingue a une grande influence sur le développement de l’exégèse biblique à Louvain. La théologie positive, contrairement à la théologie spéculative, ne se concentre pas sur des dogmes abstraits, mais plutôt sur les détails concrets de textes sacrés, la vie chrétienne et l’expérience vécue de la foi. Bien que la faculté résiste d’abord  aux idées humanistes, elle devient lentement plus ouverte aux recherches de théologie positive. Le XVIe siècle en Europe est marqué par la montée du Protestantisme, et de la Contre-Réforme catholique. La première condamnation de l’œuvre de Martin Luther est émise en 1519 par la Faculté de théologie de Louvain. En 1544, la faculté compile un résumé des vérités religieuses contre les enseignements hérétiques, qui est considéré comme l'une des meilleures réalisations de la théologie prétridentine. Le débat constant avec les protestants permet de lancer une nouvelle vague de recherche sur la Bible et les Pères de l'Église. Cela a pour objectif de montrer que l’enseignement catholique est en conformité avec les autorités de l’Église primitive - un élément que les protestants ont souvent rejeté. Les fruits de ce travail sont la nouvelle édition critique de la Bible en latin, connue sous le nom « Biblia Vulgata Lovaniensis » (1547), et l’édition critique des œuvres de saint Augustin, chef-d'œuvre de l'érudition janséniste.

## LeXVIIesiècle: le bastion janséniste

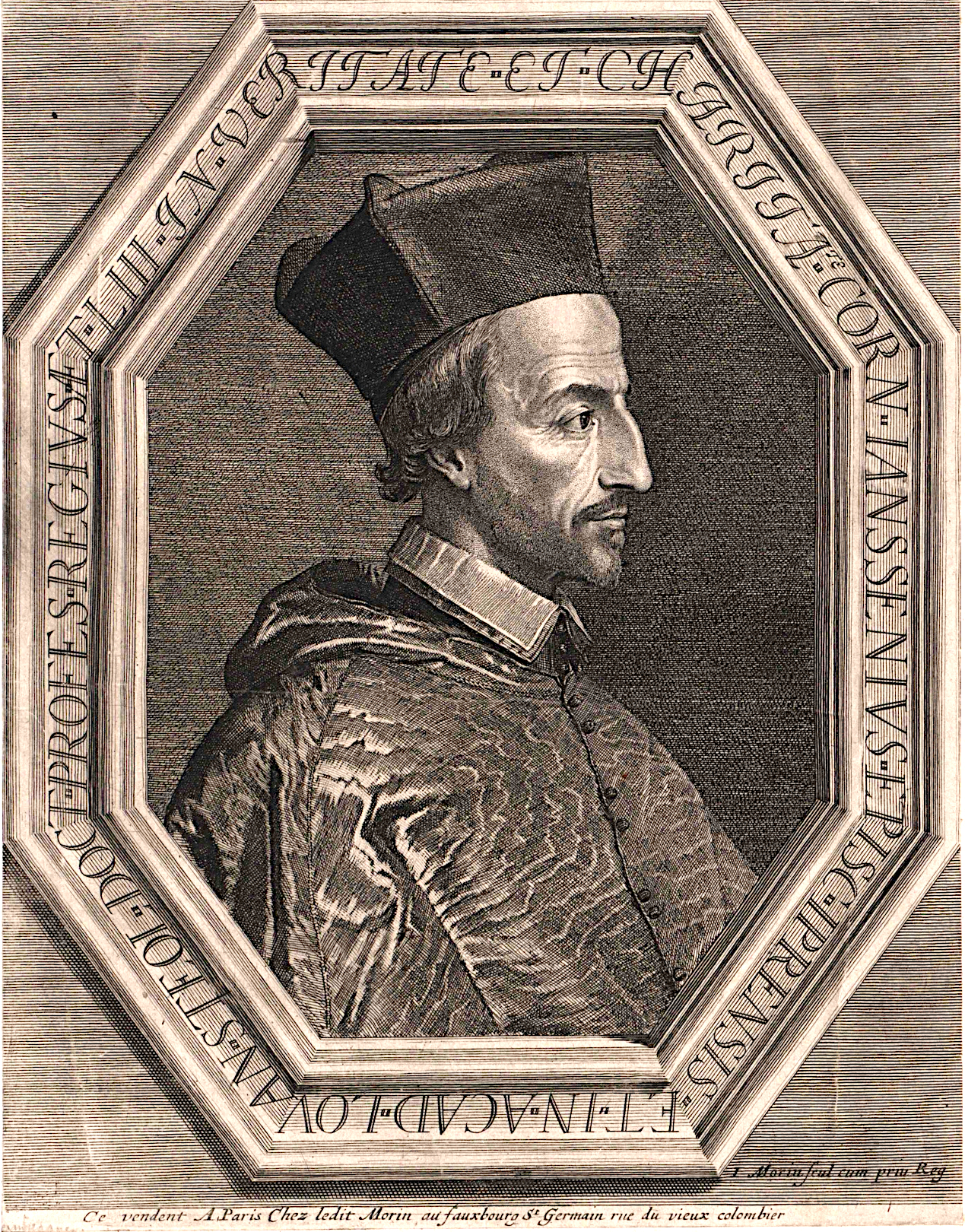
Cornelius Jansen, recteur de l'université de Louvain et fondateur du jansénisme.

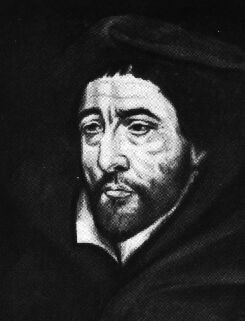
Michel de Bay (Michaël Baius) (1513-1589), professeur et recteur de l'université de Louvain, fondateur de la doctrine du "baïanisme", précurseur du jansénisme.

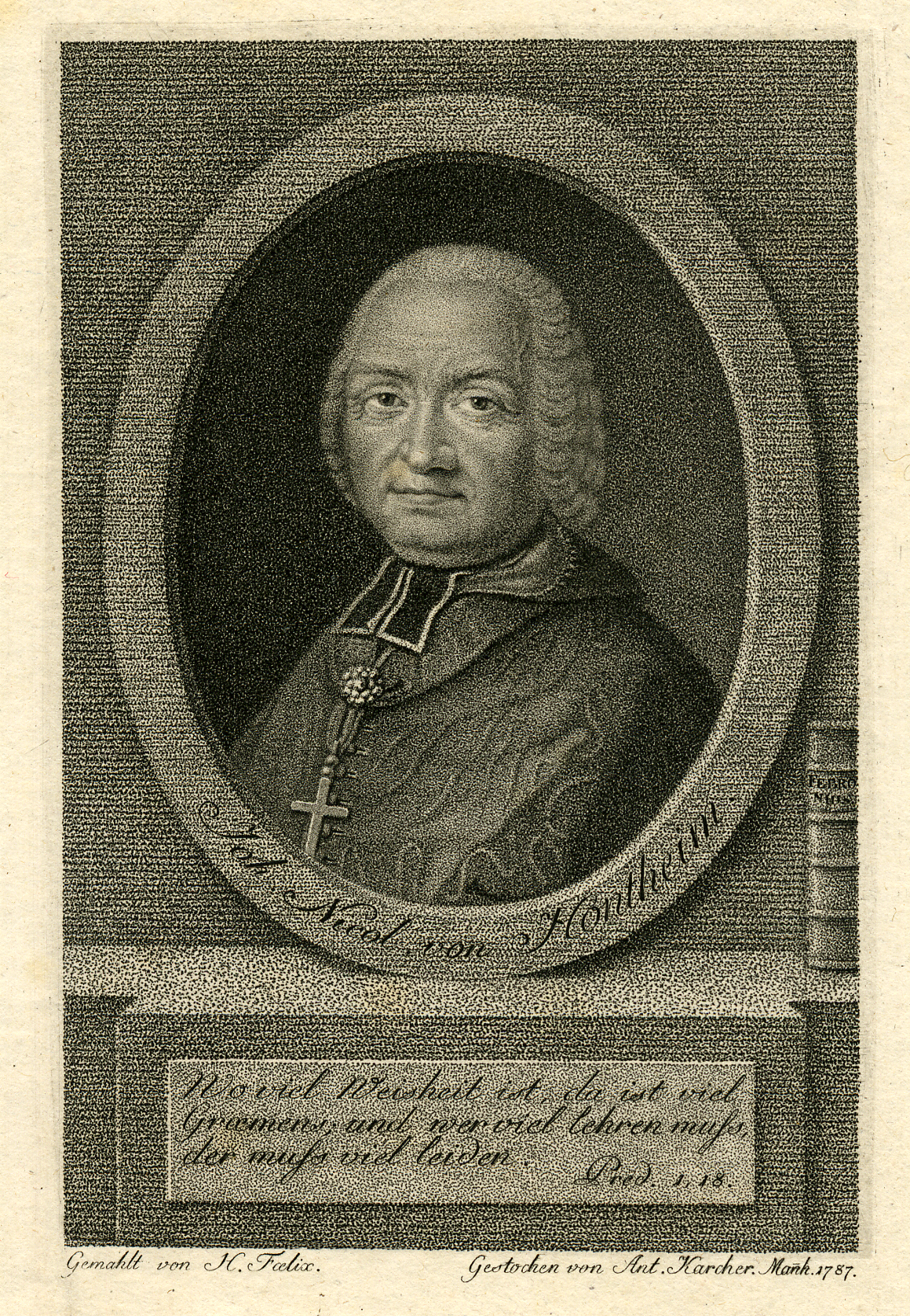
Febronius, célèbre étudiant de la faculté de théologie de l'université de Louvain, disciple de Van Espen et fondateur du fébronianisme.

En 1640, le livre Augustinus, écrit par Cornelius Jansen, un recteur de Louvain, provoque une grande controverse qui marque la vie ecclésiastique et culturelle du XVIIe siècle. Dans son livre, Jansénius tente de présenter une interprétation historiquement valide de l’enseignement d’Augustin sur la grâce. Cependant, peu après sa publication, le livre est accusé de représenter une doctrine hérétique. La controverse s’intensifie l’année suivante, après la publication du livre en France. Dans un même temps, « Augustinus » inspire un mouvement spirituel moralement rigoureux qui se développe autour du monastère de Port-Royal, près de Paris. Parmi les adeptes se trouvent des personnalités telles que Blaise Pascal et Pierre Nicole. D’autre part, le jansénisme est contré par une forte opposition de la Compagnie de Jésus et de l’État, en particulier par Louis XIV, pour qui la fraction janséniste est une menace au pouvoir absolutiste qui nécessite une intervention pontificale. En 1653, le pape Innocent X condamne certaines propositions attribuées à Jansen, dans la bulle Unigenitus que les membres de la Faculté de Théologie à Louvain acceptent, mais l'université de Louvain qui fut, avec Baïus et Jansénius, le berceau du jansénisme resta, durant les XVIIe et XVIIIe siècles jusqu'à sa fermeture, le bastion et la plaque tournante de la théologie augustinienne dite janséniste, en Europe, avec des professeurs comme Jansenius, Pierre Stockmans, Néercassel, Josse Le Plat et surtout le fameux Van Espen et son disciple Febronius, et comme le dit Henri Francotte : « le jansénisme régnait en maître à l'université de Louvain ».

## LeXVIIIesiècle: les Lumières

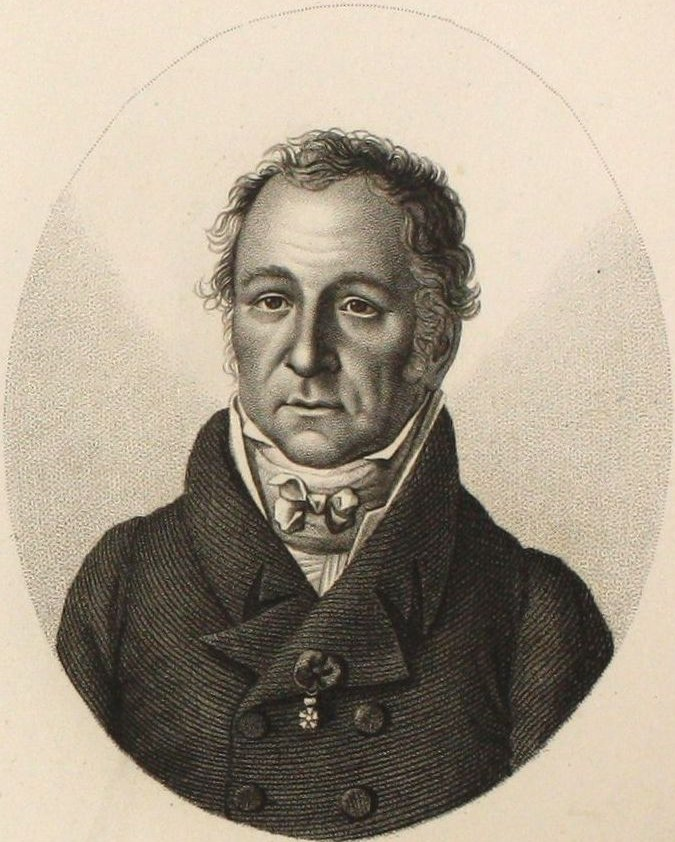
Charles Lambrechts (1753-1825), professeur de droit canonique (1777), recteur de l'université de Louvain en 1786, ministre de la Justice de la République française et franc-maçon, membre de la loge la Vraie et Parfaite Harmonie à Mons.

Après les Traités d'Utrecht, les provinces des Pays-Bas méridionaux passent dans le patrimoine héréditaire de la Maison des Habsbourg d'Autriche héritiers des Habsbourg d'Espagne. La Faculté de théologie, avec le reste de l’Université, est soumise à la réforme générale en ligne avec les Lumières, menée par le commissaire impérial Patrice-François de Neny (1716-1784). Lui et ses successeurs introduisent de nouvelles disciplines théologiques telles que histoire de l’Église et de la théologie pastorale tout en insistant sur une formation doctorale rigoureuse. Cette période est également marquée par la résistance de la faculté à la participation directe de l’État dans les questions religieuses. Depuis le traité de Campoformio, les anciennes provinces belgiques de l'empire font désormais partie de la République française. Sous le Directoire, les universités sont officiellement supprimées dans l'ensemble de la République française, à la suite du projet de modernisation de l'enseignement en France. Faisant suite à une dépêche du 19 octobre 1797, l'administration centrale du département de la Dyle prit le décret du 4 brumaire an VI (25 octobre 1797) supprimant l'université de Louvain, en application du décret de la Convention du 15 septembre 1793 qui supprimait tous les collèges et universités de la République. Or cette loi fut suspendue le lendemain, et les universités subsistèrent en fait jusqu'à la loi du 7 ventôse an III (25 février 1795), créant les écoles centrales. C'est ainsi que l'université et tous ses collèges furent fermés le 9 novembre 1797, tout son matériel ainsi que la riche bibliothèque étant transférés à la nouvelle École centrale de Bruxelles. Wauthier, chef de bureau du département de la Dyle et l'ex-jésuite de la Serna Santander, bibliothécaire de l'École centrale de Bruxelles, furent chargés de l'application de cette mesure. Le 26 octobre 1797, ils se rendirent avec Michel-Marcel Robyns, receveur des domaines nationaux, auprès de l'administration communale de Louvain, pour la notifier.